# برج‌های دوقلو البحر
برج‌های دوقلو البحر شامل ۲۹ طبقه می‌باشد و با ارتفاع ۱۴۵ متر در تقاطع خیابان الصعده و السلام در شهر ابوظبی پایتخت امارات متحده عربی واقع شده‌است. یکی از برج‌ها، مقر جدید شورای سرمایه‌گذاری ابوظبی (ADIC) و برج دیگر به عنوان دفتر مرکزی بانک الهلال خدمت می‌کند.

## شرح
اگر یک نگاه اجمالی به آب و هوای شهر ابوظبی بیندازیم نشان می‌دهد که این منطقه، تمام هفته آفتاب شدیدی داشته و درجه حرارت به‌طور پیوسته بیشتر از ۱۰۰ درجه در مقیاس فارنهایت است. همچنین احتمال بارش باران کمتر از ۵ درصد می‌باشد.
این شرایط سخت آب و هوایی هر معماری را وادار می‌سازد که یک لیست از عوامل محیطی را در طراحی خود سرلوحه قرار دهد.
از خصوصیات بارز این برجها ۲۰۰۰ پوسته محافظ چتری شکل است که از عناصری شیشه‌ای درست شده‌اند که به صورت خودکار با توجه به شدت نور خورشید باز و بسته می‌شوند.
معمار از مشربیه یا شناشیل (شبکه صفحه‌های شبکه‌ای چوبی طراحی شده که در معماری سنتی ایرانی و عربی برای پر کردن پنجره‌ها استفاده می‌شده‌است) الهام گرفته‌است.
این صفحه‌ها به عنوان یک دیوار پرده‌ای عمل کرده که با فاصله گرفتن از ساختمان به اندازه ۲ متر، در یک قاب مستقل قرار دارند.
هر کدام از این صفحه‌های پویا که شکلی مثلثی دارند، با پشم شیشه پوشش داده شده‌اند و به گونه‌ای برنامه‌ریزی شده‌اند که با توجه به حرکت خورشید در طول روز، میزان انرژی گرمای و خیرگی ناشی از نور خورشید را بکاهند.
نمای برج‌های البحر توسط سیستم‌های رایانه‌ای برای پاسخ دادن به شرایط بهینه برای استفاده از انرژی خورشید و استفاده از نور آن کنترل می‌شوند.
هنگام طلوع خورشید صفحه‌هایی که در قسمت شرقی بنا قرار دارند بسته می‌شوند و با حرکت خورشید اطراف ساختمان تمام نوارهای عمودی مشربیه‌ها با جهت تابش حرکت خواهند کرد، و در طول شب کلیه صفحات بسته می‌شوند.
سایه بانها توسط تیم طراحی ومحاسباتی آئداس توسعه یافته‌اند و از یک طراحی پارامتریک برای هندسه صفحه‌های فعال این نما پویا استفاده شده‌است.
این دو برج به علت سازگاری با محیط زیست از اولین ساختمانها در حوزه خلیج فارس هستند که توانسته‌اند گواهینامه یا استاندارد نقره‌ای پیشرو در طراحی محیطی و انرژی را دریافت کنند.